# Bipiramidă heptagonală

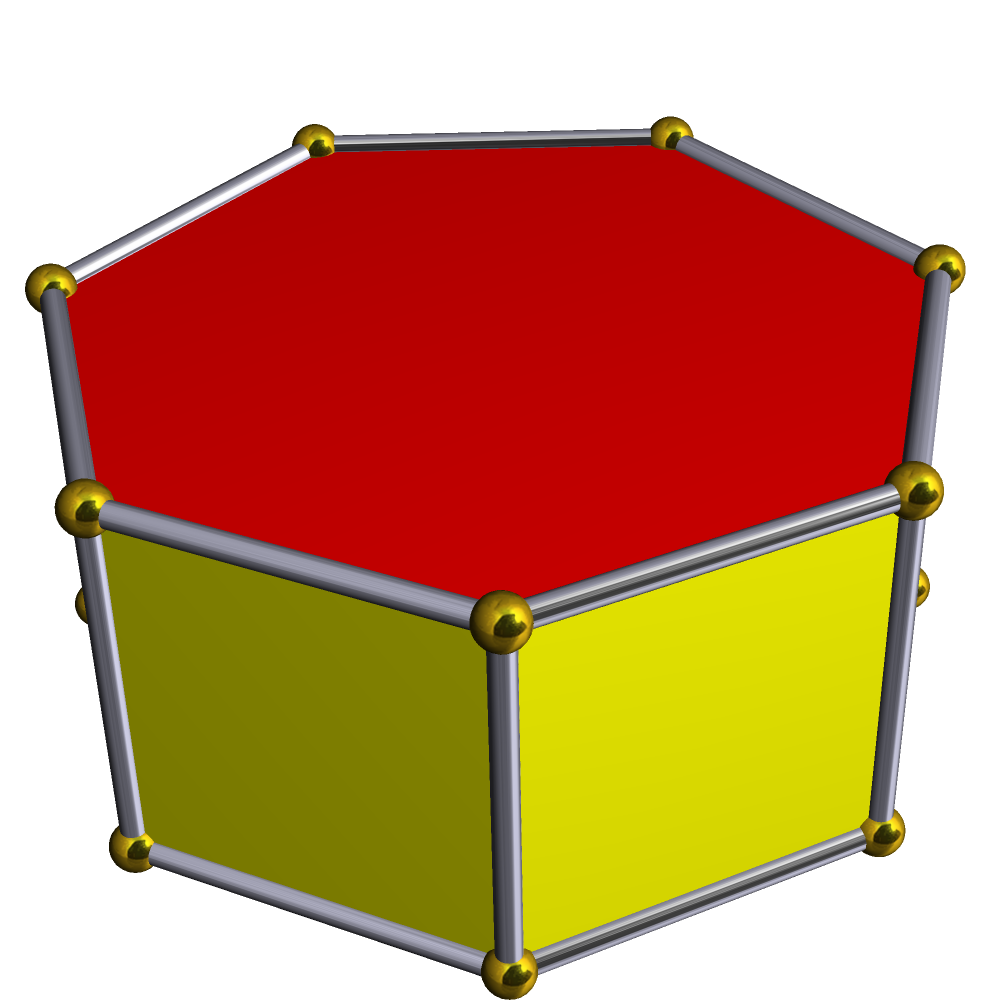
Dual: prismă heptagonală

În geometrie o bipiramidă heptagonală este un poliedru format prin unirea a două piramide heptagonale prin bazele lor.
O bipiramidă heptagonală are 14 fețe triunghiulare, 21 laturi (muchii) și 9 vârfuri. Având 14 fețe, este un tetradecaedru.
Deși este tranzitivă pe fețe, toate fețele sale sunt triunghiuri isoscele. Ca urmare, nu este un poliedru platonic sau Johnson (deoarece fețele sale nu sunt triunghiuri echilaterale).
Este una dintr-o mulțime infinită de bipiramide. Dualul său este prisma heptagonală.
Bipiramida heptagonală are un plan de simetrie (orizontal în figura din dreapta) unde bazele celor două piramide sunt unite. Secțiunea în acest plan este un heptagon. Există, de asemenea, 14 plane de simetrie care trec prin cele două apexuri și sunt perpendiculare pe planul orizontal. Secțiunile din aceste plane sunt patrulatere neregulate.

## Pavare sferică

Pavare sferică

Poate fi văzută ca o pavare a unei sfere, fețele reprezentând și domeniile fundamentale ale simetriei diedrale [7,2], *227.

## Poliedre înrudite
| Numele bipiramidei | Bipiramidă digonală | Bipiramidă triunghiulară (v. J12) | Bipiramidă tetragonală (v. O) | Bipiramidă pentagonală (v. J13) | Bipiramidă hexagonală | Bipiramidă heptagonală | Bipiramidă octogonală | Bipiramidă eneagonală | Bipiramidă decagonală | ...          | Bipiramidă apeirogonală |
| ------------------ | ------------------- | --------------------------------- | ----------------------------- | ------------------------------- | --------------------- | ---------------------- | --------------------- | --------------------- | --------------------- | ------------ | ----------------------- |
| Imagine            |                     |                                   |                               |                                 |                       |                        |                       |                       |                       | ...          |                         |
| Pavare sferică     |                     |                                   |                               |                                 |                       |                        |                       |                       |                       | Pavare plană |                         |
| Config. feței      | V2.4.4              | V3.4.4                            | V4.4.4                        | V5.4.4                          | V6.4.4                | V7.4.4                 | V8.4.4                | V9.4.4                | V10.4.4               | ...          | V∞.4.4                  |
| Diagramă Coxeter   |                     |                                   |                               |                                 |                       |                        |                       |                       |                       | ...          |                         |